# Плоново
Плоново (пол. Płonowo) — село в Польщі, у гміні Бранськ Більського повіту Підляського воєводства.
Населення — 60 осіб (2011).
У 1975-1998 роках село належало до Білостоцького воєводства.

## Демографія
Демографічна структура станом на 31 березня 2011 року:
|          | Загалом | Допрацездатний вік | Працездатний вік | Постпрацездатний вік |
| -------- | ------- | ------------------ | ---------------- | -------------------- |
| Чоловіки | 34      | 6                  | 23               | 5                    |
| Жінки    | 26      | 0                  | 16               | 10                   |
| Разом    | 60      | 6                  | 39               | 15                   |